# IEFBR14
IEFBR14은 IBM 메인프레임 유틸리티 프로그램이다. z/OS를 포함하여 OS/360에서 파생된 모든 IBM 메인프레임 환경에서 실행된다. 이것을 사용하는 목적은 아무 일도 하지 않는 것이다. 여러 해에 걸쳐, 아무 일도 하지 않는다는 시도는 너무 간결해서 연관이 되는 도구들에 문제를 일으킬 수 있으며 프로그램이 사소하게 확장된다.

## 목적

### 할당
OS/360 파생 메인프레임 운영 체제에서 대부분의 프로그램들은 파일(일반적으로 데이터셋)을 직접 규정하지 않으며, 대신 프로그램들을 호출하는 작업 제어 언어(JCL) 문을 통해 간접적으로 이들을 참조한다. 이러한 데이터 정의문(DD)들은 DISPOSITION(DISP=...) 매개변수를 포함하여 파일을 어떻게 관리할지 지정할 수 있다. 이를테면, 새로운 파일이 만들어질지 아니면 오래된 것을 다시 사용할지, 또 완료 후에 파일을 삭제해야 하는지 아니면 그대로 남겨두어야 하는지 등을 정할 수 있다.
IEFBR14는 DD 문들이 파일들을 쉽게 만들거나 지울 수 있는 반면, 프로그램을 실행하지 않고서는 그렇게 할 수 없었기 때문에 만들어졌다. JCL에 쓰이는 프로그램은 실제로 생성 또는 삭제를 위해 파일을 사용할 필요가 없다. DD DISP=... 사양으로 모든 작업이 수행된다. 그러므로 해당 역할을 메우기 위해서는 매우 단순한 do-nothing 프로그램이 필요하였다.
이에 따라 IEFBR14는 JCL을 이용하여 데이터셋을 만들거나 삭제할 수 있다.

### 할당 해제
IEFBR14을 실행하는 두 번째 이유는 (잡의 JCL에 오류가 발생했거나 잡이 오류로 종료된 이유 등으로) 이전 잡으로부터 마운트된 채 남겨진 테이프의 마운트를 해제하는 것이다. 어떠한 경우에서든 시스템 조작자들은 테이프의 마운트를 해제한 뒤 이 목적을 위해 DEALLOC 작업을 시작해야 했다.
단순히 다음과 같이 명령을 시스템 콘솔에 입력하면
```
S DEALLOC
```

시작된 작업을 실행할 수 있는데, 이 작업은 오직 하나의 스텝으로만 구성된다.
```
//STEP01    EXEC PGM=IEFBR14
```

## 사용법
JCL의 예는 다음과 같다:
```
//
IEFBR14
  
JOB
  
ACCT
,
'DELETE DATASET'
,
MSGCLASS
=
J
,
CLASS
=
A

//
STEP0001
 
EXEC
 
PGM
=
IEFBR14

//
DELDD
    DD 
DSN
=
xxxxx
.
yyyyy
.
zzzzz
,

//
            
DISP
=
(
MOD
,
DELETE
,
DELETE
),
UNIT
=
DASD

```

파티션 데이터셋을 만드는 구문은 다음과 같다:
```
//
TZZZ84R
  
JOB
 
NOTIFY
=&
SYSUID
,
MSGCLASS
=
X

//
STEP01
    
EXEC
 
PGM
=
IEFBR14

//
DD1
       DD 
DSN
=
TKOL084
.
DEMO
,
DISP
=
(
NEW
,
CATLG
,
DELETE
),

//
             
DCB
=
(
RECFM
=
FB
,
LRECL
=
80
,
BLKSIZE
=
80
,
DSORG
=
PO
),

//
             
SPACE
=
(
TRK
,(
1
,
1
,
1
),
RLSE
),

//
             
UNIT
=
SYSDA

```

## 같이 보기
- /dev/null
- /bin/true